# Тед Генкі
Едвард «Тед» Генкі (англ. Edward «Ted» Hankey, нар. 20 лютого 1968) — англійський професійний гравець в дартс, дворазовий чемпіон світу (BDO) з дартсу (2000, 2009).

## Життєпис
Генкі вперше брав участь в чемпіонаті світу BDO в 1998 році. На початку 2012 року він перейшов в PDC. За інформацією ЗМІ в 2018 році Генкі оголосив себе банкрутом.